# Gunungiella
Gunungiella is een geslacht van schietmotten van de familie Philopotamidae.

## Soorten
- G. aanafizzga H Malicky, 1993
- G. acanthoclada C Sun, 2007
- G. achtadachi F Schmid, 1968
- G. achtami F Schmid, 1968
- G. achtatrimchi F Schmid, 1968
- G. achtavimchi F Schmid, 1968
- G. anakdara H Malicky, 1995
- G. anthea J Huisman, 1993
- G. arinada H Malicky, 1995
- G. balsahana W Mey, 1998
- G. berduri J Huisman, 1993
- G. bodhidarma F Schmid, 1960
- G. britomartis H Malicky, 1998
- G. curvispina W Mey, 2003
- G. chodachi F Schmid, 1968
- G. chotrimchi F Schmid, 1968
- G. chovimchi F Schmid, 1968
- G. dachami F Schmid, 1968
- G. dvadachi F Schmid, 1968
- G. dvatrimchi F Schmid, 1968
- G. dvitiya F Schmid, 1968
- G. ekadachi F Schmid, 1968
- G. ekatrimchi F Schmid, 1968
- G. ekavimchi F Schmid, 1968
- G. fanjingshana C Sun, 2007
- G. fiarafiazga H Malicky & P Chantaramongkol, 1993
- G. fimfafiazga H Malicky & P Chantaramongkol, 1993
- G. guni H Malicky, 2009
- G. herakles H Malicky & A Nuntakwang, 2004
- G. hori H Malicky & P Chantaramongkol, 2009
- G. kakatua J Huisman, 1993
- G. kalliope H Malicky, 2004
- G. lekuk J Huisman, 1993
- G. madakumbura F Schmid, 1958
- G. marginalis Banks, 1939
- G. monticola W Mey, 1995
- G. myrrha H Malicky & P Chantaramongkol, 2003
- G. navadachi F Schmid, 1968
- G. navami F Schmid, 1968
- G. navavimchi F Schmid, 1968
- G. nietneri Banks, 1920
- G. nimitra P Chantaramongkol & H Malicky, 1986

- G. pachtchima F Schmid, 1968
- G. pantchadachi F Schmid, 1968
- G. pantchami F Schmid, 1968
- G. pantchatrimchi F Schmid, 1968
- G. parang J Huisman, 1993
- G. paruh J Huisman, 1993
- G. polyspinosa W Mey, 1995
- G. prathama F Schmid, 1968
- G. reducta Ulmer, 1913
- G. saptadachi F Schmid, 1968
- G. saptami F Schmid, 1968
- G. saptatrimchi F Schmid, 1968
- G. saptavimchi F Schmid, 1968
- G. segsafiazga H Malicky & P Chantaramongkol, 1993
- G. sibylla H Malicky & T Prommi, 2006
- G. simafiazga H Malicky & P Chantaramongkol, 1993
- G. spila W Mey, 1998
- G. tanduk J Huisman, 1993
- G. tchaturdachi F Schmid, 1968
- G. tchaturti F Schmid, 1968
- G. tchaturtrimchi F Schmid, 1968
- G. tetrapetala CH Sun & FR Gui, 2001
- G. traiafiazga H Malicky & P Chantaramongkol, 1993
- G. tridachi F Schmid, 1968
- G. tritiya F Schmid, 1968
- G. tritrimchi F Schmid, 1968
- G. trivimchi F Schmid, 1968
- G. tsvarafiazga H Malicky, 1993
- G. ulmeri F Schmid, 1950
- G. vimchi F Schmid, 1968